# Grand Hotel (film)

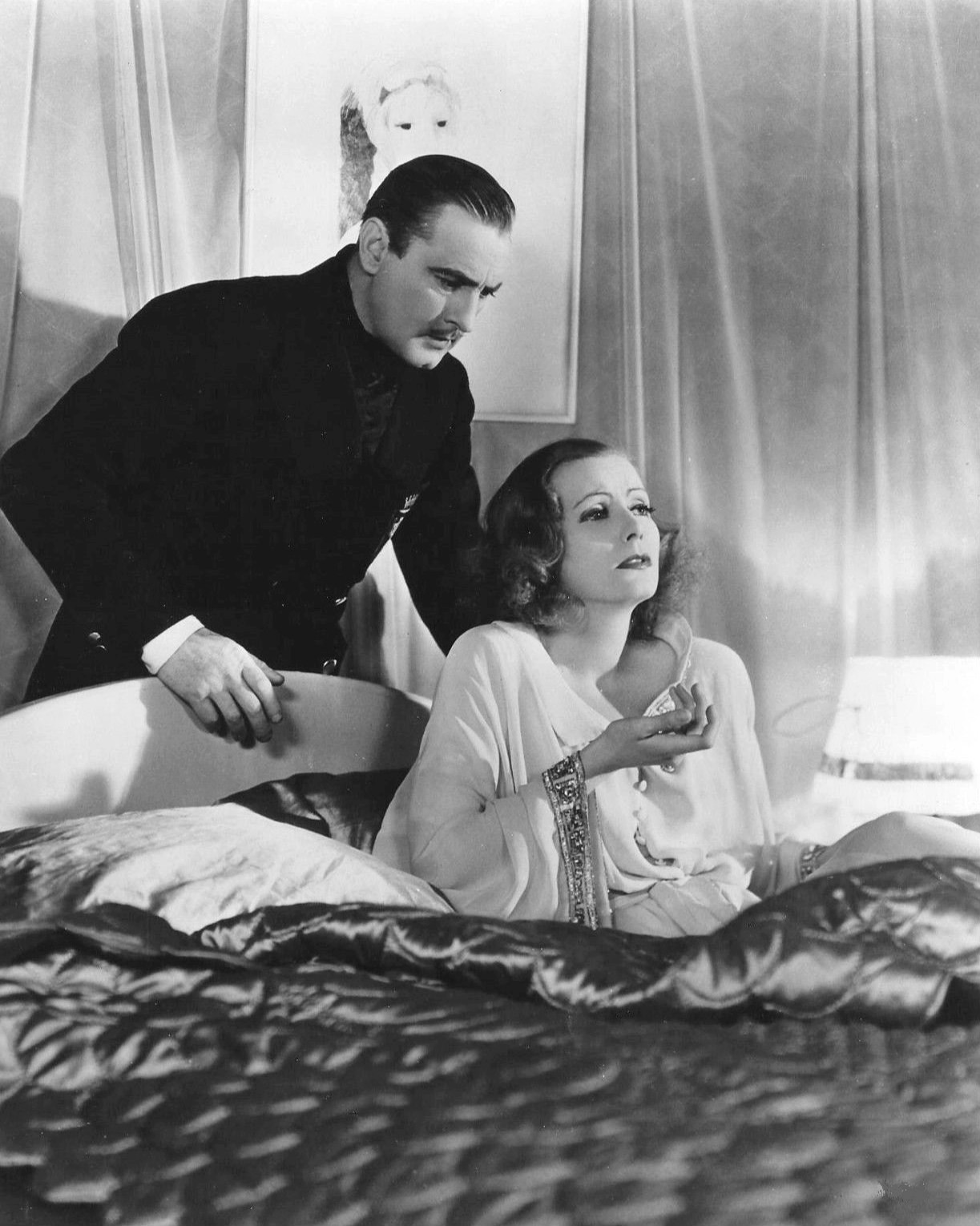
Scenă din film cu Greta Garbo și John Barrymore

Grand Hotel este un film american din 1932 regizat de Edmund Goulding. În rolurile principale joacă actorii Greta Garbo, John Barrymore și Joan Crawford. A câștigat Premiul Oscar pentru cel mai bun film.
Filmul se bazează pe piesa de teatru omonimă de Drake (din 1930), care a fost adaptată după romanul Menschen im Hotel de Vicki Baum (din 1929).
A fost refăcut în 1945 ca Week-End at the Waldorf, regizor Robert Z. Leonard, cu Ginger Rogers și Lana Turner.

## Actori
- Greta Garbo ... Grusinskaya - The Dancer
- John Barrymore ... The Baron Felix von Gaigern
- Joan Crawford ... Flaemmchen - The Stenographer
- Wallace Beery ... General Director Preysing
- Lionel Barrymore ... Otto Kringelein
- Lewis Stone ... Dr Otternschlag
- Jean Hersholt ... Senf - The Porter
- Robert McWade ... Meierheim
- Purnell Pratt ... Zinnowitz
- Ferdinand Gottschalk ... Pimenov
- Rafaela Ottiano ... Suzette
- Morgan Wallace ... Chauffeur
- Tully Marshall ... Gerstenkorn
- Frank Conroy ... Rohna
- Murray Kinnell ... Schweimann
- Edwin Maxwell ... Dr Waitz